# Bufonia enervis
Bufonia enervis är en nejlikväxtart som beskrevs av Pierre Edmond Boissier. Bufonia enervis ingår i släktet Bufonia och familjen nejlikväxter. Inga underarter finns listade i Catalogue of Life.